# 뉴욕 탈출
《뉴욕 탈출》(영어: Escape from New York)은 미국에서 제작된 존 카펜터 감독의 1981년 독립 SF 액션 영화이다. 커트 러셀 등이 출연하였고, 래리 프랭코 등이 제작에 참여하였다.
1996년 속편 《LA 탈출》이 개봉하였다.

## 출연
- 커트 러셀
- 리 밴클리프
- 어니스트 보그나인
- 도널드 플레전스
- 아이작 헤이스
- 시즌 휴블리
- 해리 딘 스탠턴
- 에이드리엔 바보
- 톰 앳킨스
- 찰스 사이퍼스
- 프랭크 더블데이
- 조 엉거

## 기타 제작진
- 협력 제작: 배리 버나디
- 미술: 조 알베스